# Владычно (Окуловский район)
Владычно — деревня в Окуловском муниципальном районе Новгородской области, относится к Угловскому городскому поселению.

## География
Деревня Владычно находится в 16 км к востоку от города Окуловка.

## История
До весны 1918 года деревня Владычно в составе Боровичской волости Боровичского уезда Новгородской губернии.
С 1 августа деревня центр Владычинского сельсовета новообразованного Окуловского района Боровичского округа Ленинградской области. В ноябре 1928 года Владычинский сельсовет упразднён, а деревня вошла в состав Золотковского сельсовета. 30 июля 1930 года Боровичский округ был упразднён, а с 1944 года район в составе новообразованной Новгородской области.
Во время неудавшейся всесоюзной реформы по делению на сельские и промышленные районы и парторганизации, в соответствии с решениями ноябрьского (1962 года) пленума ЦК КПСС «о перестройке партийного руководства народным хозяйством» с 10 декабря 1962 года сельсовет и деревня вошли в крупный Окуловский сельский район, а 1 февраля 1963 года административный Окуловский район был упразднён. Пленум ЦК КПСС, состоявшийся 16 ноября 1964 года восстановил прежний принцип партийного руководства народным хозяйством, после чего Указом Верховного Совета РСФСР от 12 января 1965 года сельские районы были преобразованы вновь в административные районы и решением Новгородского облисполкома от 14 января 1965 года № 6 и сельсовет и деревня вновь в Окуловском районе. Решением Новгородского облисполкома № 157 от 28 марта 1977 года Золотковский сельсовет был упразднён, а деревня вошла в состав Иногощенского сельсовета. Решением Новгородского облисполкома № 72 от 20 февраля 1981 года центр Иногощенского сельсовета был перенесён из деревни Иногоща в деревню Озерки с переименованием Иногощенского сельсовета в Озерковский сельсовет.
По результатам муниципальной реформы, с 2005 года деревня Владычно Озерковского сельсовета (Озерковской сельской администрации) входит в состав муниципального образования — Озерковского сельского поселения Окуловского муниципального района (местное самоуправление), по административно-территориальному устройству подчинена администрации Озерковского сельского поселения Окуловского района, а с 12 апреля 2010 согласно областному закону № 722-ОЗ года деревня вошла в состав Угловского городского поселения.

## Население
| 2002 | 2010 | 2011 |
| ---- | ---- | ---- |
| 4    | ↘1   | ↗2   |